# ボネ湾

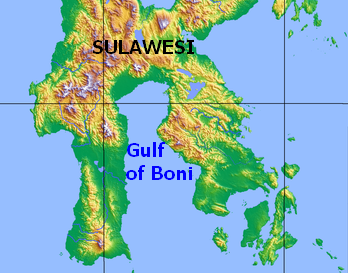
ボネ湾

ボネ湾（ボネわん Teluk Bone 英:Gulf of Bone)又はボニ湾（英:Gulf of Boni）は、インドネシア・スラウェシ島南部にある湾。

## 概要
ボネ湾は南北方向に伸びた湾であり、南はフロレス海に面している。東側はスラウェシ島の南東半島、西側は南西半島になっている。湾口の幅約160km、奥行き約300km。
国際水路機関の「大洋と海の境界」の第3版では、スラウェシ島のTg. Lassaとカバエナ島北端 (南緯5度05分 東経121度52分 / 南緯5.083度 東経121.867度)を結ぶ線とスラウェシ島で囲まれた水域としている。

## 海難事故
2015年12月19日、乗客乗員119人を乗せた客船が沈没する事故が発生した。スラウェシ島南東部のコラカから南部のシワに向かっていた途中、ボネ湾で高波にのまれ、エンジンが故障した。